# Brossac
Brossac är en kommun i departementet Charente i regionen Nouvelle-Aquitaine i västra Frankrike. Kommunen ligger  i kantonen Brossac som ligger i arrondissementet Cognac. År 2022 hade Brossac 453 invånare.

## Befolkningsutveckling
Antalet invånare i kommunen Brossac
Referens:INSEE